# Turnera cicatricosa
Turnera cicatricosa là một loài thực vật có hoa trong họ Lạc tiên. Loài này được Arbo miêu tả khoa học đầu tiên năm 1990.